# 西平罗乡
西平罗乡，是中华人民共和国河南省新乡市辉县市下辖的一个乡镇级行政单位。

## 行政区划
西平罗乡下辖以下地区：
西平罗村、姜沟村、鹿庄村、白土岗村、东峪村、荣花村、莲花村、柏树湾村、兆村、郎山村、大罗口村、南平罗村、张庄村、圪档坡村、山怀村、中平村、东沙岗村、西沙岗村和梨元沟村。